# Безумная, всепоглощающая любовь
«Безумная, всепоглощающая любовь» (фр. «Amour Fou») — тридцать восьмой эпизод телесериала канала HBO «Клан Сопрано», и двенадцатый в третьем сезоне шоу. Телесценарий был написан Фрэнком Рензулли по сюжету создателя сериала, Дэвида Чейза. Режиссёром стал Тим Ван Паттен. Премьера состоялась 13 мая 2001 года.

## В ролях
- Джеймс Гандольфини — Тони Сопрано
- Лоррейн Бракко — д-р Дженнифер Мелфи
- Эди Фалко — Кармела Сопрано
- Майкл Империоли — Кристофер Молтисанти
- Доминик Кьянезе — Коррадо Сопрано-мл. *
- Стивен Ван Зандт — Сильвио Данте
- Тони Сирико — Поли Галтьери *
- Джейми-Линн Сиглер — Медоу Сопрано
- Роберт Айлер — Энтони Сопрано-мл. *
- Дреа де Маттео — Адриана Ля Сёрва *
- Аида Туртурро — Дженис Сопрано *
- Федерико Кастеллуччио — Фурио Джунта
- Роберт Фунаро — Юджин Понтекорво
- и Джо Пантолиано — Ральф Сифаретто

* = указаны только

### Приглашённые звёзды
- Шэрон Анджела — Розали Април
- Джейсон Чербоне — Джеки Април-мл.
- Луи Круньяли — Карло Ренци
- Эндрю Даволи — Дино Церилли
- Дэн Гримальди — Пэтси Паризи
- Тони Калем — Энджи Бонпенсьеро
- Ричард Мэлдон — Элли Бой Барезе
- Аннабелла Шиорра — Глория Трилло
- Ник Тарабей — Матуш Джа
- Морин Ван Зандт — Габриэлла Данте
- Исаак де Банколе — отец Обоси
- Энтони Зайас — парниша#1
- Фредди Мартинес — парниша#2
- Цезарь де Леон — парниша#3

## Сюжет
Кармела Сопрано проводят время в музее, когда Кармела начинает замечать кровь. Она просит тампон и идёт в дамскую комнату; когда она возвращается, Медоу смотрит на картины. Кармела начинает слезиться, когда она видит картину «Мистическое обручение святой Екатерины» Хосе де Риберы. Позже, во время просмотра чего-то сентиментального по телевизору, Кармела начинает плакать, но быстро восстанавливает своё душевное равновесие, когда она понимает, что это реклама корма для собак. Она позже исповедается священнику, который планирует получить докторскую степень в психологии. Кармела говорит священнику, что она волнуется, что у неё рак яичников, и также говорит ему о своей встречи с доктором Краковером. Священник спрашивает Кармелу, любит ли она Тони, на что она отвечает: "Люблю". Он затем советует ей не покидать его, а помочь ему вырасти, быть более любящей к нему, и "научиться жить тем, что даёт хорошая сторона". За обедом с другими гангстерскими жёнами, Кармела говорит им, что она абсолютна здорова, и что она боялась, что она была беременна, но у неё оказались проблемы с щитовидкой. Розали Април говорит им, что они все должны восхищаться Хиллари Клинтон, не за её личность, а за то, как она вела себя, когда Билл Клинтон признался об их романе. Кармела соглашается и говорит: "Она должна быть примером для подражания для всех нас."
Тони продолжает видеться с Глорией Трилло, даже тогда, когда её эксцентричное поведение продолжается. Она извиняется перед ним в гараже под офисом доктора Мелфи, но Тони отвечает: "Если бы ты была парнем, мне бы не пришлось говорить тебе, где бы ты была сейчас." Глория просит прощения и хочет, чтобы их отношения работали, но Тони нужно время подумать. Когда он говорит доктору Мелфи о его пылких любовных-и-ненавистных отношениях с Глорией, она использует термин "amour fou" [безумная любовь]. Мелфи затем говорит Тони, что Глория любила его. Тони решает дать отношениям ещё один шанс, но уходит, когда Глория дует на него снизу вверх, потому что её шины были порезаны. Позже он узнаёт, что она подвозила Кармелу домой из Globe Motors, и он окончательно рвёт с ней. Она позже звонит ему, обезумевшая от мысли быть бессвязной, и он навещает её, но их разговор вскоре переходит в жаркий спор. Он даёт ей пощёчину и она с издёвкой говорит: "Ты плохой", и что она должна "сидеть, как немая", пока он занимается сексом с другими женщинами. С теми знакомыми фразами, Тони вдруг понимает, что Глория очень похожа на его мать ("Я знала тебя всю свою грёбаную жизнь"). Глория также высмеивает Кармелу как "домохозяйка-гумба", которая мирится с чем угодно в обмен на большое "безвкусное" кольцо. Когда Тони выходит за дверь, Глория грозит рассказать Кармеле об измене, если он уйдёт. В ярости он нападает на неё, переворачивая её обеденный стол и кидая её через всю комнату. Драка продолжается и он начинает душить её. Она умоляет его убить её, но он вместо этого уходит.
Джеки Април-младший и его друг Дино Церилли хотят преуспеть в жизни и стать чем-то больше, чем просто сообщниками. Выслушав историю Ральфа Сифаретто о том, как Тони и Джеки Април-старший, как они по-быстрому обворовали субботнюю карточную игру Фича Ламанны, двое решают сделать то же самое во время игры Юджина Понтекорво, прося Карло Ренци присоединиться к ним, потому что у него есть дробовик. Прибыв в притон, Джеки стесняется и решает отступить, хотя он был тем, кто предложил идею. Но Дино убеждает его пройти через это, "прежде чем ручка прекратит своё действие." Трое надевают лыжные маски и входят в притон команды Априла, где происходит игра в покер, но они встревожены, когда в состав игроков входят знакомые лица: Кристофер Молтисанти, Фурио Джунта и Элли Бой Барезе. Карло и Дино требуют, чтобы игроки отдали им их деньги и не дёргаться, пока Джеки пытается (и терпит неудачу) молчать из-за страха, что его голос будет распознан. Дилер, "Солнышко", продолжает перебивать будущих грабителей, и в него насмерть стреляет запаниковавший Джеки. Когда гангстеры достают пистолеты, вспыхивает перестрелка: Джеки выстрелил в бедро Фурио, и Кристофер стреляет Карло в лоб, убивая его мгновенно. Матуш, водитель Джеки, покидает грабителей как только он слышит первый выстрел, и когда Джеки и Дино выбегают на улицу, Джеки угоняет проезжающую рядом машину, оставляя Дино, который пойман и казнён Элли Боем и Кристофером. Фурио быстро доставили в офис доктора Фрида, уролога, для подпольной срочной операции. В зале ожидания, Кристофер предупреждает Тони, что он знает, что Джеки-мл. был сбежавшим грабителем, и что его нужно убить. Однако, Тони возмутился из-за его долгой истории с отцом Джеки-младшего.
Затем показывают, как Пэтси Паризи берёт тест-драйв с Глорией в Mercedez-Benz. Он съезжает на обочину в изолированной зоне и размахивает пистолетом, говоря ей, что у неё с Тони всё кончено. Когда она пытается протестовать, он тупо говорит ей заткнуться и слушать: она может либо держаться подальше от Тони или история пойдёт туда, где они "выскабливают [её] соски с этих изящных кожаных сидений". Он также говорит ей, что её смерть будет неприятной, не так как в кино, и что последнее лицо, которое она увидит, будет его, не Тони. Он затем садится в свой Cadillac, который был уже припаркован на этом месте, оставляя её ошеломлённой и дрожащей в тестовом автомобиле. Позже показывают Пэтси, имеющего тривиальный разговор по сотовому телефону о продуктах, и уезжающего без приключений на своей машине.

## Умерли
- "Солнышко": карточный дилер банды, который был застрелен во время покерного ограбления Джеки-младшим.
- Карло Ренци: застрелен Кристофером в лицо во время ограбления.
- Дино Церилли: застрелен Кристофером и Элли Бой Барезем за пределами притона Эйприла.

## Название
- Название является переводом с французского Amour Fou, этот термин использует доктор Мелфи, чтобы описать сложные отношения между Тони и Глорией. Тони позже неправильно произносит как "Our mofo".

## Производство
- Рабочим названием эпизода было "Шаг вперёд".
- В комментарии DVD третьего сезона, Дэвид Чейз утверждает, что этот эпизод содержит "самую большую перестрелку, которую мы когда-либо снимали."[2]
- Крошечные гильзы, которые можно увидеть падающими на асфальт, когда Кристофер казнит Дино вне игры в карты, были добавлены в сцену во время пост-продакшна при помощи CGI.[2]

## Другие культурные отсылки
- Джеки и Дино смотрят по телевизору знаменитую сцену "перекрещенных ног" из фильма «Основной инстинкт».
- Во время жестокого спора, Глория хватает штопор, чтобы использовать его в качестве оружия для самообороны против Тони. Это напоминает сцену между Джеймсом Гандольфини и Патрисией Аркетт в фильме «Настоящая любовь», в котором его персонажу ногу проткнули штопором.
- Тони говорит доктору Мелфи, что Глория напоминает ему принцессу на испанской картине, "Гойим". Он имеет в виду Гойя.
- Тони называет статую Будды Глории "настоящим Капитаном Марвелом".

## Музыка
- Этот эпизод начинается с той же самой музыки, которая закрывает предыдущий эпизод, "Пайн Барренс" - ария "Sposa son disprezzata" из оперы «Bajazet» Антонио Вивальди, в исполнении Чечилии Бартоли.
- "Return To Me (Ritorna Me)" Дина Мартина играет, когда Ральфи говорит Джеки-младшему о том, когда Тони и Джеки-старший обокрали карточную игру Фича Ламанны.
- Песня группы The Bangles, "Walk Like an Egyptian", играет в Ooh-Fa Pizzeria, обычном месте пребывания Криса, когда он садится с Джеки и Дино.
- Музыка, играющая, когда Ральф возвращается домой, чтобы утешить Розали - версия песни Дина Мартина, "Return To Me", в исполнении Боба Дилана. Она была записана специально для этого эпизода по просьбе Дилана, так как он признанный фанат сериала.
- Когда Тони Сопрано находится у Глории, она включает песню "Affection" Little Steven and the Lost Boys. Та же самая песня играет во время финальных титр. Главный певец группы, Стивен Ван Зандт, исполняет роль Сильвио Данте в шоу.

## Награды
- Джеймс Гандольфини выиграл свою вторую премию «Эмми» за лучшую мужскую роль в драматическом сериале за своё исполнение в этом эпизоде.